# Tadeusz Prywer
Tadeusz Prywer (ur. 11 maja 1919 w Łodzi, zm. 2 czerwca 1986 tamże) – polski lekkoatleta, specjalista pchnięcia kulą.
Dwukrotnie wystąpił na Międzynarodowych Igrzyskach Sportowych Młodzieży, w 1953 w Bukareszcie i w 1955 w Warszawie, oba razy zajmując 9. miejsce w pchnięciu kulą.
Był mistrzem Polski w tej konkurencji w 1951, 1953 i 1955, wicemistrzem w 1945, 1946, 1949 i 1950, a także brązowym medalistą w 1947. Był również halowym mistrzem Polski w 1947.
W latach 1951 i 1955 wystąpił w pięciu meczach reprezentacji Polski, odnosząc trzy zwycięstwa indywidualne.
Dwukrotnie poprawiał rekord Polski w pchnięciu kulą doprowadzając do go wyniku 16,30 m (9 czerwca 1956 w Warszawie). Był to również jego rekord życiowy.
Był zawodnikiem Pancernych Modlin (1945) oraz ŁKS-u Łódź (1946-1964). 
Na początku 1952 otrzymał tytuł mistrza sportu.
Miał wykształcenie średnie. Pracował jako kierownik sklepu sportowego. Był również instruktorem sekcji lekkoatletyki ŁKS-u.